# Фабио Канаваро
Фабио Канаваро (итал. Fabio Cannavaro; Напуљ, 13. септембар 1973) је бивши италијански фудбалер који је играо на позицији штопера. Био је капитен фудбалске репрезентације Италије. Тренутно је тренер Динама из Загреба.

## Фудбалска каријера
Фабио Канаваро је играо 4 сезоне за Наполи, 7 сезона за Парму, две сезоне за Интер из Милана и две сезоне за најтрофејни италијански клуб Јувентус из Торина. 2006. године је прешао у Реал Мадрид. Његов најбољи успех са клубовима је победа Купа УЕФЕ са Пармом. Са Јувентусом је 2005. и 2006. освојио италијанску серију А, а касније им је савез у јулу 2006. због манипулације одузео титуле и предао Интеру. После светског првенства у фудбалу 2006. године прешао је у шпански Реал Мадрид.

### Репрезентација
Свој први наступ за Италију одиграо је 22. јануара 1997. против селекције Северне Ирске (2:0). Селекцију Италије представио је на 4 мундијала (1998, 2002, 2006,2010) као и на 2 европска првенства (2000. и 2004)
У финалу Светског првенства у фудбалу 2006. године, где су Италијани освојили четврту титулу, Канавару је то била 100. утакмица за репрезентацију Италије. Због његове добре игре током првенства добио је Фифину Сребрну лопту за другог најбољег играча светског првенства, одмах после Француза Зинедина Зидана.

## Трофеји

### Клуб
Парма
- Куп Италије (2) : 1999. и 2002.
- Суперкуп Италије : (1) : 1999.
- Куп УЕФА (1) : 1999.

Јувентус
- Првенство Италије (2) : 2004/05 и 2005/06. (титуле одузете у афери Калчополи)

Реал Мадрид
- Првенство Шпаније (2) : 2006/07. и 2007/08.
- Суперкуп Шпаније (1) : 2008.

### Репрезентација
- Светско првенство (1) : 2006.